# Mama (řeka)
Mama (rusky Мама je řeka v Burjatské republice a v Irkutské oblasti v Rusku. Je dlouhá 406 km včetně delší zdrojnice Levá Mama (rusky Большая Мама). Povodí řeky je 18 900 km².

## Průběh toku
Vzniká soutokem Levé a Pravé Mamy na severních svazích Hornoangarského hřbetu. Její tok je velmi členitý. Ústí zleva do Vitimu (povodí Leny).

## Vodní režim
Zdrojem vody jsou převážně dešťové srážky. Průměrný roční průtok vody činí přibližně 350 m³/s. Zamrzá v říjnu a rozmrzá v květnu. V létě (květen až září) dochází k povodním, které jsou způsobené dešti, a jejich součástí je prudký vzestup hladiny a zatopení okolí koryta.

## Využití
Vodní doprava je možná do vzdálenosti 110 km od ústí. V jejím povodí jsou naleziště slídy.